# Lista över Ingmar Bergmans teaterproduktion
Detta är en lista över Ingmar Bergmans scen-teaterproduktion och teateruppsättningar för TV-teatern. Se även: Lista över Ingmar Bergmans radioteater.

## Egna scenpjäser (ofta även egen regi)
- Kaspers död (1942)
- Tivolit (1943)
- Kriss-krass-filibom; revy (1945)
- Rakel och biografvaktmästaren (1946)
- Dagen slutar tidigt (1947)
- Mig till skräck (1947)
- Kamma noll (1948)
- Mordet i Barjärna (1952)
- Skymningslekar; libretto till balett (1954)
- Trämålning (1955)
- Szenen einer Ehe; tysk scenversion av Scener ur ett äktenskap, München (1981)
- Backanterna; operalibretto efter Euripides drama (1991)
- Sista skriket (1993)

## Regi (titel, år, författare)

### Mäster Olofsgården,Stockholm
- Till främmande hamn, (1938),  Sutton Vane
- Galgmannen (1939), Runar Schildt
- Guldkarossen, (1939), Axel Bentzonich
- Lycko-Pers resa, (1939) August Strindberg
- Höstrapsodi (1939), Doris Rönnqvist
- Romantik (Les roman[e]sques), (1939), Edmond Rostand
- Han som fick leva om sitt liv, (1939), Pär Lagerkvist
- Kvällskabaret för hela familjen (1939)
- Jul (fragment)/Advent (1938), August Strindberg
- I Betlehem (1940), (julspel, okänd författare)
- Svarta handsken, (1940), August Strindberg
- Macbeth, (1940), William Shakespeare
- Timglaset + Soppkitteln, (1940), William Butler Yeats
- Svanevit, (1940), August Strindberg
- Melodin som kom bort (1940), Kjeld Abell
- Tillbaka (1940), Gregor Ges

### Stockholms studentteater
- Pelikanen, (1940), August Strindberg
- Kaspers död (1942), Ingmar Bergman
- Vem är jag eller När fan ger ett anbud (1943), Carl Erik Soya
- Strax innan man vaknar (1943), Bengt Olof Vos
- Tivolit (1943), Ingmar Bergman

### Norra Latin,Stockholm
- Köpmannen i Venedig, (1940), William Shakespeare
- En midsommarnattsdröm (1942), William Shakespeare

### Folke Walders turné
- Fadren, (1941), August Strindberg

### Medborgarhuset, Stockholm(Sagoteatern/Medborgarteatern)
- Elddonet, (1941), H. C. Andersen
- Spöksonaten ("En spöksonat"), (1941), August Strindberg
- En midsommarnattsdröm, (1941), William Shakespeare
- Fågel blå , (1941), Zacharias Topelius
- Sniggel snuggel + De tre dumheterna, (1942), Torun Munthe
- Rödluvan: sagospel i tre akter (1942), Robert Bürkner
- Clownen Beppo (1942), Else Fischer/Ingmar Bergman

### Dramatikerstudion,Stockholm
- U39 (1943), Rudolf Värnlund
- Niels Ebbesen (1943), Kaj Munk
- Spelhuset + Herr Sleeman kommer (1944), Hjalmar Bergman

### Folkparksteatern
- Rödluvan och vargen (1943), Robert Bürkner
- Geografi och kärlek (1943), Bjørnstjerne Bjørnson
- En däjlig rosa; spel i folkton (1943), Sven Sköld (Sven Skölds turné)
- Clownen Beppo (1944), Else Fisher/Ingmar Bergman

### Boulevardteatern
- Hotellrummet (1944), Pierre Rocher

### Helsingborgs stadsteater
- Aschebergskan på Widtskövle (1944), Brita von Horn/Elsa Collin
- Fan ger ett anbud (1944), Carl Erik Soya
- Macbeth (1944), William Shakespeare
- Elddonet (1944), H.C. Andersen
- Kriss-Krass-Filibom; revy (1945), Ingmar Bergman/Rune Moberg/Sture Ericson
- Sagan (1945), Hjalmar Bergman
- Reducera moralen (1945), Sune Bergström
- Jacobowsky och översten (1945), Franz Werfel
- Rabies (1945), Olle Hedberg
- Pelikanen (1945), August Strindberg
- Rekviem (1946), Björn-Erik Höijer

### Göteborgs stadsteater
- Caligula (1946), Albert Camus
- Dagen slutar tidigt (1947), Ingmar Bergman
- Magi (1947), G. K. Chesterton
- Mig till skräck (1947), Ingmar Bergman
- Dans på bryggan (1948), Björn-Erik Höijer
- Macbeth (1948), William Shakespeare
- Tjuvarnas bal (1948), Jean Anouilh
- En vildfågel (1949), Jean Anouilh
- Spårvagn till lustgården (Linje Lusta) (1949), Tennessee Williams
- Guds ord på landet (1950), Ramón de Valle-Inclán

### Intima teatern,Stockholm
- Tolvskillingsoperan (1950), Bertolt Brecht
- En skugga (1950), Hjalmar Bergman
- Medea (1950), Jean Anouilh

### Norrköping-Linköping stadsteater
- Den tatuerade rosen (1951), Tennessee Williams

### Malmö stadsteater
- Rakel och biografvaktmästaren (1946), Ingmar Bergman
- Mordet i Barjärna (1952), Ingmar Bergman
- Kronbruden (1952), August Strindberg
- Sex roller söker en författare (1953), Luigi Pirandello
- Slottet (1953), Franz Kafka/Max Brod
- Spöksonaten (1954), August Strindberg
- Glada änkan (1954), Franz Lehár
- Don Juan (1955), Molière
- Tehuset Augustimånen (1955), John Patrick
- Trämålning (1955), Ingmar Bergman
- Lea och Rakel (1955), Vilhelm Moberg
- Bruden utan hemgift (1956), Aleksandr Ostrovskij
- Katt på hett plåttak (1956), Tennessee Williams
- Erik XIV (1956), August Strindberg
- Peer Gynt (1957), Henrik Ibsen
- Misantropen (1957), Molière
- Sagan (1958), Hjalmar Bergman
- Ur-Faust (1958), Johann Wolfgang von Goethe
- Värmlänningarna (1958), F. A. Dahlgren

### Kungliga Dramatiska Teatern
- Det lyser i kåken (1951), Björn-Erik Höijer
- Måsen (1961), Anton Tjechov
- Vem är rädd för Virginia Woolf? (1963), Edward Albee
- Sagan (1963), Hjalmar Bergman
- Tre knivar från Wei (1964), Harry Martinson
- Hedda Gabler (1964), Henrik Ibsen
- Don Juan (1965), Molière
- För Alice (1965), Edward Albee
- Rannsakningen (1966), Peter Weiss
- Hustruskolan + Kritiken över Hustruskolan (1966), Molière
- Woyzeck (1969), Georg Büchner
- Drömspelet (1970), August Strindberg
- Show (1971), Lars Forssell
- Vildanden (1972), Henrik Ibsen
- Spöksonaten (1973), August Strindberg
- Till Damaskus (1974), August Strindberg
- Trettondagsafton (1975), William Shakespeare

- Kung Lear (1984), William Shakespeare
- Fröken Julie (1985), August Strindberg
- Ett drömspel (1986), August Strindberg
- Hamlet (1986), William Shakespeare
- Lång dags färd mot natt (1988), Eugene O'Neill
- Markisinnan de Sade (1989), Yukio Mishima
- Ett dockhem (1989), Henrik Ibsen
- Peer Gynt (1991), Henrik Ibsen
- Rummet och tiden (1993), Botho Strauss
- Goldbergvariationer (1994), George Tabori
- Vintersagan (1994), William Shakespeare
- Misantropen (1995), Molière
- Yvonne, prinsessa av Burgund (1995), Witold Gombrowicz
- Backanterna (1996), Euripides
- Harald & Harald (1996), (kulturpolitisk kortpjäs av Björn Granath och Johan Rabaeus)
- Bildmakarna (1998), Per Olov Enquist
- Spöksonaten (2000), August Strindberg
- Maria Stuart (2000), Friedrich Schiller
- Gengångare (2002), Henrik Ibsen

### Kungliga Operan
- Rucklarens väg, opera (1961), Igor Stravinskij
- Backanterna; opera (1991), Daniel Börtz (musik)/Ingmar Bergman (libretto) efter Euripides

### Nationaltheatret,Oslo
- Sex roller söker en författare (Seks personer søker en forfatter) (1967), Luigi Pirandello

### National Theatre,London
- Hedda Gabler (1970), Henrik Ibsen

### Det Kongelige Teater,Köpenhamn
- Misantropen (1973), Molière

### Residenztheater,München
- Ein Traumspiel (Ett drömspel) (1977), August Strindberg
- Drei Schwestern (Tre systrar) (1978), Anton Tjechov
- Tartuffe (1979), Molière
- Hedda Gabler (1979), Henrik Ibsen
- Yvonne, Prinzessin von Burgund (Yvonne, prinsessa av Burgund) (1980), Witold Gombrowicz
- Nora/Julie/Szenen einer Ehe (1981), Ingmar Bergman (med bearbetningar av Henrik Ibsens/August Strindbergs dramer Ett dockhem/Fröken Julie)

- Dom Juan (Don Juan); Festspelen i Salzburg + München (1983), Molière

- Aus dem Leben der Regenwürmer (Ur regnormarnas liv) (1984), Per Olov Enquist
- John Gabriel Borkman (1985), Henrik Ibsen

### TV-teatern,Sveriges Television
- Herr Sleeman kommer (1957), Hjalmar Bergman
- Venetianskan (1958), anonym italiensk 1500-talspjäs
- Rabies (1958), Olle Hedberg
- Oväder (1960), August Strindberg
- Ett drömspel (1963), August Strindberg (Nordisk TV-utsändning)
- Hustruskolan (1983), Molière (fullbordande av Alf Sjöbergs oavslutade produktion från Dramaten)
- Markisinnan de Sade (1989), Yukio Mishima (Överföring från Dramaten)
- Sista skriket (1995), Ingmar Bergman
- Larmar och gör sig till (1997), Ingmar Bergman
- Bildmakarna (2000], Per Olov Enquist (TV-version av Dramaten-produktion)
- Saraband (2003), Ingmar Bergman (uppföljaren till TV-serien Scener ur ett äktenskap)